# 豊間町
豊間町（とよままち）は福島県南東部、石城郡に属していた町。現在のいわき市中央部（平地区）、太平洋に面した塩屋埼周辺にあたる。
なお現在、旧村域に属する大字は平を冠する。本項では町制前の名称である磐前郡・石城郡豊間村（とよまむら）についても述べる。

## 地理
- 岬：塩屋埼、富神崎、合磯岬

## 歴史
- 1889年（明治22年）4月1日 - 町村制の施行により、薄磯村、豊間村、沼ノ内村が合併して磐前郡豊間村が発足。
- 1896年（明治29年）4月1日 - 所属郡が石城郡に変更。
- 1940年（昭和15年）6月1日 - 豊間村が町制施行して豊間町となる。
- 1954年（昭和29年）10月1日 - 平市に編入。同日豊間町廃止。
- 1966年（昭和41年）10月1日 - 平市が常磐市・磐城市・内郷市・勿来市、石城郡小川町・遠野町・四倉町・川前村・田人村・好間村・三和村、双葉郡久之浜町・大久村と合併していわき市が発足。